# Harney (Oregon)
Harney az Amerikai Egyesült Államok északnyugati részén, Oregon állam Harney megyéjében, a U.S. Route 20 mentén elhelyezkedő önkormányzat nélküli település.
A három kilométerre fekvő katonai erőd (Rattlesnake Camp, Camp Steele, Camp Harney majd Fort Harney) szerepet játszott az őslakosok elleni 1860-as és 1870-es évekbeli csatákban. Az 1874-ben megnyílt posta vezetője William T. Stevens volt; a hivatalt 1885-ben a polgári településhez költöztették.

## Fordítás
- Ez a szócikk részben vagy egészben  a   Harney, Oregon című angol Wikipédia-szócikk ezen változatának fordításán alapul.  Az eredeti cikk szerkesztőit annak laptörténete sorolja fel. Ez a jelzés csupán a megfogalmazás eredetét és a szerzői jogokat jelzi, nem szolgál a cikkben szereplő információk forrásmegjelöléseként.